# سميرة في الضيعة
سميرة في الضيعة هو فيلم مغربي من إخراج لطيف لحلو سنة 2007، وبطولة كل من سناء موزيان، محمد خيي، محمد مجد، يوسف بريطل، وآخرين.
يتطرق الفيلم لقضايا الخيانة الزوجية، والعجز الجنسي عند الرجل والرغبة الجنسية عند المرأة، مستعرضا الثالوث الكلاسيكي الشائع في الدراما الغربية (زوج وزوجة وعشيق).

## القصة
ترغب الزوجة «سميرة» (سناء موزيان) ابنة الأسرة الفقيرة من الدار البيضاء في الزواج لكي تتحرر - كما تظن - من قيد الأسرة، والزوج هو «إدريس» (محمد خيبي) في الخمسينيات من عمره، وصاحب الضيعة والأرض الزراعية التي يعمل فيها عدد من المزارعين والعمال، والعشيق «فاروق» (يوسف بريطل) ابن شقيقة إدريس، وهو شاب يتمتع بالقوة والوسامة، يستقدمه الزوج لكي يساعد زوجته في كل ما يتعلق بأشغال المنزل.
تتزوج سميرة وتغادر المدينة إلى الريف، وبينما كانت تتطلع للحرية، تصبح الضيعة بمثابة السجن، سجن الحياة العقيمة الجافة التي تخلو من كل ود وحب، والأهم، من الإشباع الجنسي والارتواء الجسدي.
الزوج لا يشغل باله إلا أمران فقط: محصول الأرض ووالده المقعد العاجز. ويتعين على سميرة أن ترعى الوالد المشلول، وتعاني من أجل ذلك كثيرا، وهنا يأتي دور فاروق، الذي يبدأ في القيام بكل أعمال المنزل، بل إنه يقوم أيضا بطهي الطعام فيتحول من مجرد مساعد إلى شخص يهيمن على الأمور داخل البيت.
إدريس الزوج المشغول البال بأمور زراعته وتجارته عاجز جنسيا من البداية بل إنه لا يحاول حتى مجرد المحاولة الاقتراب من زوجته المثيرة جسديا التي تلجأ إلى كل ما تستطيع من وسائل لاثارته ولكن دون جدوى.
ويقع المحظور، فتُقيم سميرة علاقة جنسية عنيفة مع فاروق الذي يبدو في البداية مترددا قبل أن يستسلم للإغواء الذي لا يقاوم.
الزوج العاجز الذي يدرك عجزه، ويدرك أنه أتى بفتاة فقيرة اشتراها كزوجة (جارية) خادمة، تسهر على خدمة والده أساسا، وسترا للمظهر الاجتماعي التقليدي في الريف، يبدأ في الشك فيما يمكن أن يحدث أثناء غيابه في العمل. ثم يتيقن من وقوع المحظور، فيقوم بطرد فاروق من المنزل رغم بكاء الزوجة واستعطافها له أن يتركه، فهي تعرف أن خروجه من المنزل يعني الحكم عليها بالوحدة الأبدية داخل الجدران الأربعة للمكان المعزول.

## جوائز
نال الفيلم جائزة السيناريو الخاصة بلجنة التحكيم الكبرى في مهرجان أفلام العالم في مونتريال، وجائزة النقد السينمائي. تبعه تكريم في طنجة بنيله ثلاث جوائز من المهرجان الوطني للفيلم بطنجة: جائزة لجنة التحكيم وجائزتي أفضل دور رجالي أول وثانٍ.

## روابط خارجية
- سميرة في الضيعة على موقع IMDb (الإنجليزية)
- سميرة في الضيعة على موقع قاعدة بيانات الأفلام العربية
- سميرة في الضيعة على موقع ألو سيني (الفرنسية)
- سميرة في الضيعة على موقع قاعدة بيانات الفيلم (الإنجليزية)
- سميرة في الضيعة على موقع ليتربوكسد (الإنجليزية)
- الفيلم على موقع السينما.كوم